# 五硒化二磷
五硒化二磷是一种磷的无机化合物，化学式P2Se5。它可由红磷和灰硒在450 °C反应制得。

## 性质
五硒化二磷在空气中稳定，遇湿放出硒化氢。受热分解为磷和硒。
五硒化二磷亦可和某些金属硒化物作用，产生加合物，如2Ag2Se·P2Se5和2CuSe·P2Se5。
和异喹啉反应，生成[C9H7NH]3[HP2Se7]。